# Release (The Tension)
Release (The Tension) ist ein Disco-Song der US-amerikanischen Sängerin Patti LaBelle aus dem Jahre 1980. Es ist das Titellied aus LaBelles viertem Studioalbum Released aus dem Jahre 1980. Beim Songwriting wirkte Patti Labelle mit. Produziert wurde der Titel vom Funkmusiker Allen Toussaint in New Orleans. LaBelle nahm anschließend ihren Gesang auf.
Der Song handelt davon, seine Probleme zu vergessen und loszulassen, sich dem Beat hinzugeben und zu tanzen.
Die Single schaffte es nicht in die amerikanischen Billboard Hot 100 und erreichte in den R&B-Charts Platz 61 und Platz 48 in den Dance-Charts. In den Niederlanden erreichte die Single Platz 12 und in Belgien (Flandern) Platz 6. Angesichts dieses dortigen Erfolgs promotete Labelle die Single im niederländischen TV.